# Norma de Caldeiras e Vasos de Pressão ASME
A Norma de Caldeiras e Vasos de Pressão ASME (em inglês:  ASME Boiler & Pressure Vessel Code - BPVC) é uma padronização da Sociedade dos Engenheiros Mecânicos dos Estados Unidos (American Society of Mechanical Engineers - ASME) que regulamenta o projeto e construção de caldeiras e vasos de pressão. Sua documentação é escrita e mantida por voluntários escolhidos de acordo com sua capacidade profissional. A ASME atua como organismo de "acreditação" e denomina empresas para verificação, testes e certificação para inspecionar e garantir procedimentos de acordo com a BPVC.

## História
A BPVC foi criada em resposta a uma manifestação pública após diversas explosões no estado de Massachusetts. Uma caldeira com tubos aquecidos por chama direta ("Fire-tube boiler") explodiu na Grover Shoe Factory em Brockton, Massachusetts, em 20 de março de 1905, causando a morte de 58 pessoas e ferimentos em outras 150. Em 6 de dezembro de 1906 uma caldeira da P.J. Harney Shoe Company explodiu em Lynn, Massachusetts. Em consequência destas catástrofes o estado de Massachusetts decretou em 1907 o primeiro código legal baseado nas Normas ASME para a construção de caldeiras a vapor.
A ASME convocou o Conselho de Normas de Caldeiras, antes deste se tornar o Comitê ASME para Código de Caldeiras, que foi formado em 1911. Este comitê instaurou trabalhos para o formulário da primeira edição do Código de Caldeiras ASME - Regras para a Construção de Caldeiras Estacionárias e para Pressões de Trabalho Admissíveis, que foi emitida em 1914 e publicada em 1915.
A primeira edição da BPVC, conhecida como a edição de 1914, foi um único volume de 114 páginas. Evoluiu ao longo do tempo, contando atualmente com mais 92 mil cópias em uso, em mais de 100 países ao redor do mundo. Em 2011 o documento consistia de 16.000 páginas em 28 volumes.